# Ludwig Karl von Berckheim

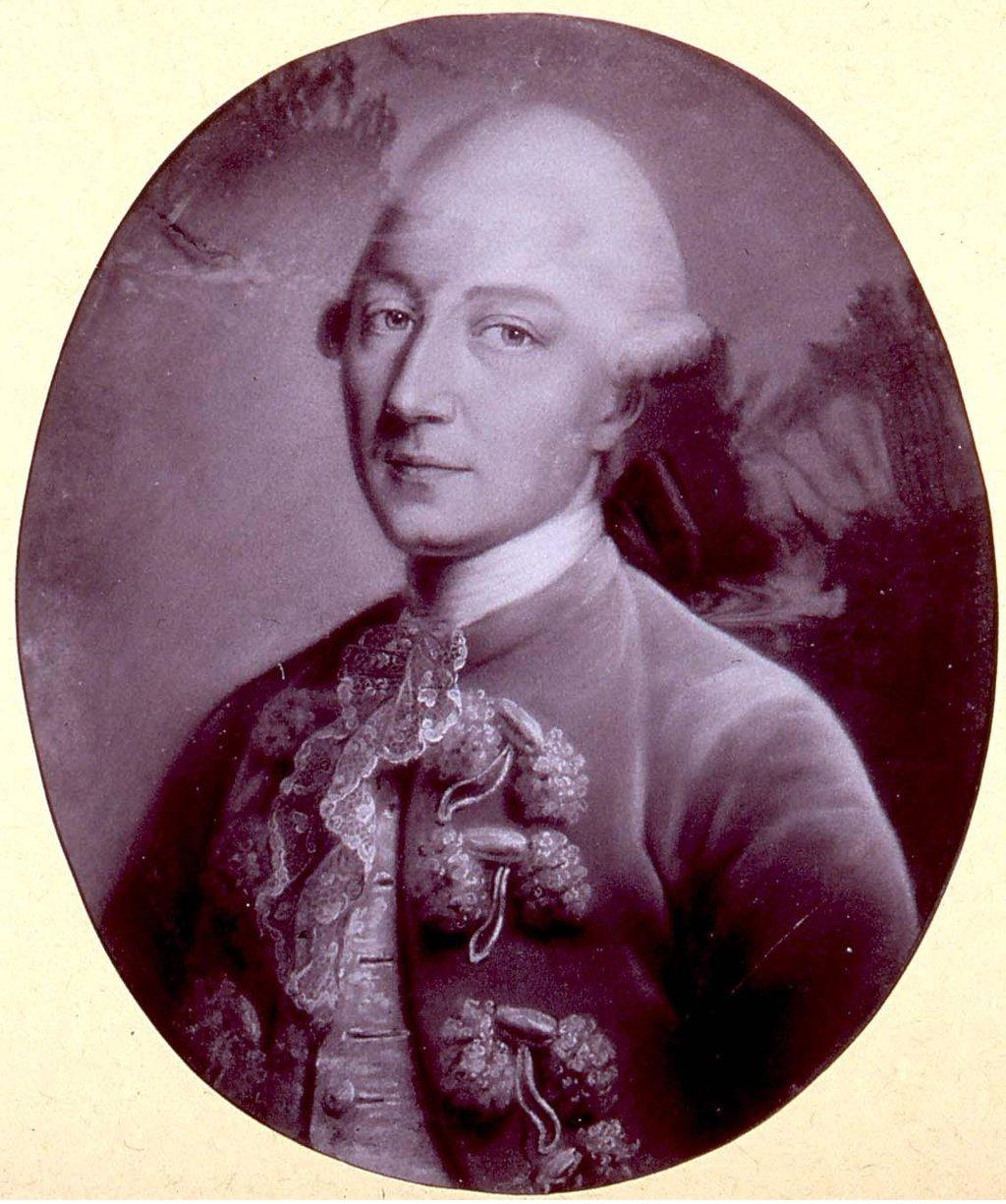
Ludwig Karl Freiherr von Berckheim

Ludwig Karl von Berckheim (* 4. Januar 1726; † 26. Oktober 1797
in Lörrach) war 1772 bis 1792 baden-durlachischer Landvogt des Oberamts Rötteln und wirklicher geheimer Rat der Markgrafschaft.

## Leben
Er entstammte dem elsässischen Adelsgeschlecht Berckheim und war aufgrund seines Eigentums an den Rittergütern Allmannsweier, Wittenweier und Krautergersheim auch Mitglied der Ortenauer Reichsritterschaft, wo er 1752 immatrikuliert wurde. 1788 war er auch Mitglied der unterelsässischen Ritterschaft. 1791 wurde er in den Rat der Ortenauer Ritterschaft gewählt.

## Herkunft und Familie
Berckheim stammte aus der jüngeren (katholischen) Linie der Freiherren von Berckheim zu Rappoltsweiler.
Er heiratete 1773 Franziska Luise Freiin von Glaubitz, mit der vier Kinder hatte:
- Karl Christian (* 1774; † 1849) – Innenminister des Großherzogtums Baden
- Ludwig (* 1778; † 1783)
- Franz Karl (* 1785; † 1836) russischer Staatsrat ⚭ Juliette von Krüdener (Tochter von Juliane von Krüdener)
- Caroline (* 1788; † 1827) ⚭ 1810 Maximilien Joseph de Schauenburg zu Hochfelden (* 1784; † 1838)

Henriette von Oberkirch (Baronne d'Oberkirch) war eine Nichte von Berckheim.